# Pericoronitis
Pericoronitis is een ontsteking van het tandvlees rond een tand die nog niet volledig doorgebroken is. Meestal komt dit voor ter hoogte van de verstandskies, omdat deze tanden dikwijls te weinig plaats hebben in het gebit. Pericoronitis komt vaker voor rond de verstandskiezen van de onderkaak, dan rond de verstandskiezen van de bovenkaak. Omdat meestal het tandvlees aanhecht aan de overgang glazuur-wortel en niet op het glazuur zelf, ontstaat er bij een half doorgebroken tand een ruimte tussen kroon en tandvlees waarin zich bacteriën kunnen nestelen en organiseren. Deze ruimte is niet te poetsen. Daardoor zijn de bacteriën niet te verwijderen met een tandenborstel en kunnen hier dus een infectie veroorzaken.

## Diagnose
De diagnose wordt gesteld op grond van:
- Roodheid van tandvlees rond onvolledig doorgebroken tand. Bij aanraking van het ontstoken tandvlees, kan pusafvloed onder het tandvlees vandaan komen.
- Pijn bij aanraking, slikken, en eten. Het op elkaar zetten van de kiezen kan ook pijn veroorzaken, veroorzaakt door druk van de tegenovergestelde kies tegen het gezwollen tandvlees.
- Zwelling van het tandvlees en mogelijk ook deels zwelling van de binnenzijde van de wang. Soms zijn lymfeklieren in de hals ook gezwollen.
- Mogelijke beperking van mondopening
- Vieze geur vanuit de mond

## Behandeling
- desinfectie door irrigatie met chloorhexidine en waterstofperoxide (H2O2)
- drie tot vijfmaal daags ongeveer 5 minuten kauwen op een gaasje, dat gedoopt is in een oplossing van 1,5% waterstofperoxide (H2O2).
- professioneel reinigen van de ruimte tussen tand en tandvlees (=scalen)
- thuis spoelen met een spoelmiddel en zeer goed poetsen
- soms wordt er antibiotica voorgeschreven
- bij terugkeren van de ontsteking is het zeer verstandig om de kies te laten trekken

Na behandeling verdwijnen de klachten na een aantal dagen.

## Nazorg
- afwachten op verdere eruptie van de kies
- chirurgisch verwijderen van tandvlees
- extractie van de kies